# John de Robeck

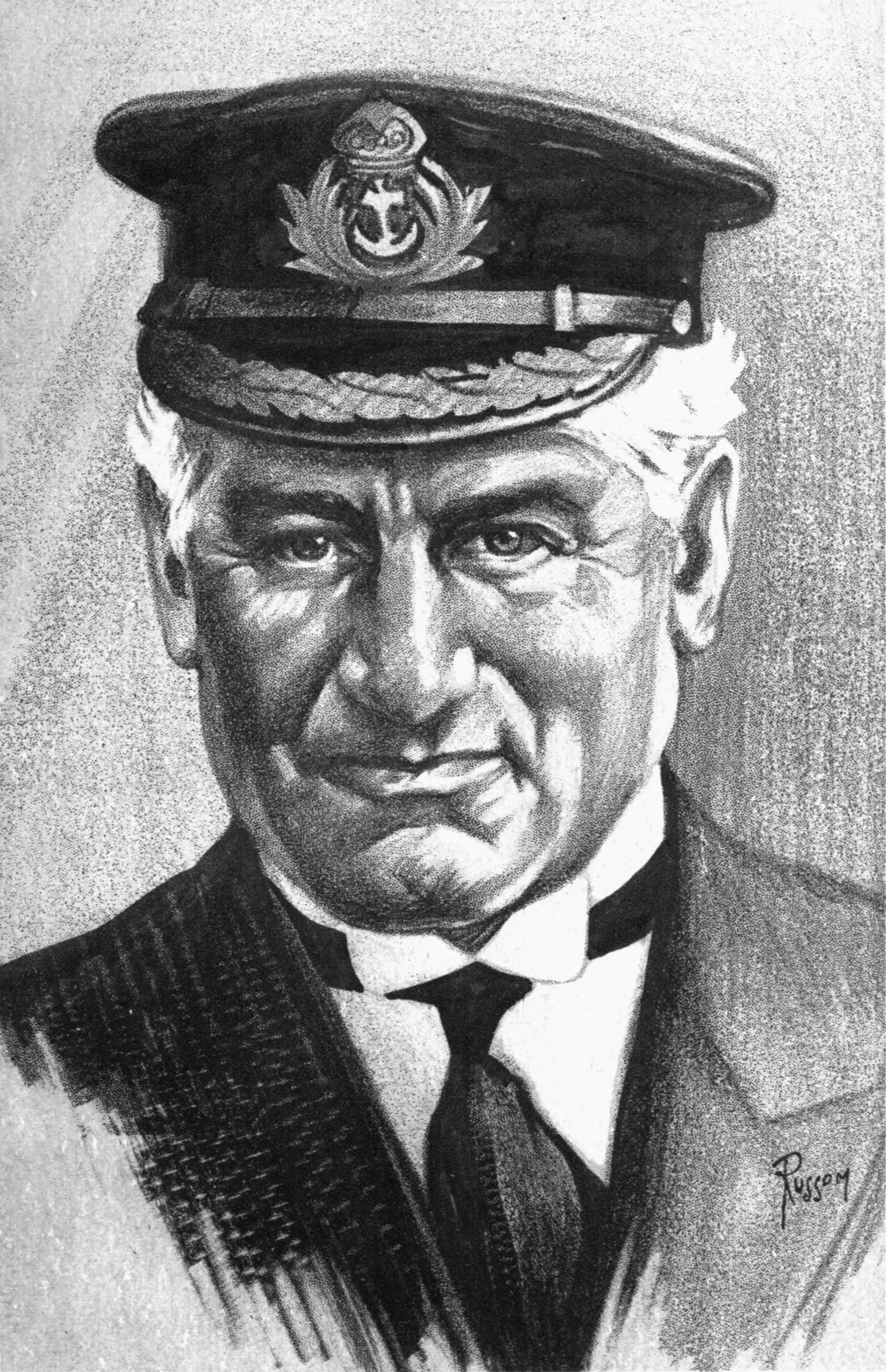
John de Robeck.

John Michael de Robeck, född 10 juni 1862 i Naas i County Kildare, död 20 januari 1928 i London, var en brittisk amiral. 
de Robeck blev löjtnant 1885, konteramiral 1911 och viceamiral 1917. Han var befälhavare för de engelska flottstyrkorna vid Dardanellerna 1915, Medelhavsflottans överbefälhavare 1919—1922 och Atlantflottans högste chef 1922—24. de Robeck vann stor berömmelse för den skicklighet, varmed han betäckte utrymmandet av Gallipoli, belönades med 10 000 pund av parlamentet och upphöjdes till baronet. Han tillhörde en släkt, som härstammar från den svenska adelsfamiljen Fock.